# Байка (фільм)
«Байка» (рос. «Байка») — радянський фільм-драма 1987 року.

## Сюжет
Малаша і Жора випадково познайомилися на станції в райцентрі. На знак подяки за ремонт туфлі Малаша запрошує Жору відпочити до себе в село. І хоча ця жвава і добра жінка любить тварин, а Жора — фахівець з виготовлення опудал, розбрат, що спалахнув між ними з цього приводу, триває недовго, переростаючи в щире почуття взаємної любові.

## У ролях
- Георгій Бурков —  Жора Сорокаросійський
- Ніна Усатова —  Малаша
- Валентин Буров —  Костя
- Віталій Леонов —  майстер з ремонту взуття
- Іван Рижов —  дід Вася
- Євген Шутов —  Іван Сергійович, голова
- Тетяна Ухарова —  дружина Жори
- Віктор Гоголєв —  дід Гнат
- Ніна Шаролапова —  Ніна, продавчиня
- Марія Скворцова —  баба Маруся
- Віка Циплєнкова —  дочка Малаші
- Ігор Лавриненко —  син Малаші
- Володимир Виноградов —  Паша, старший син Малаші

## Знімальна група
- Авторка сценарію:  Ніна Семенова
- Режисер:  Георгій Бурков, Герман Лавров
- Оператор-постановник:  Борис Брожовський
- Художник-постановник:  Фелікс Ясюкевич
- Художник по костюмах:  Наталія Дзюбенко
- Музика з творів  Валерій Гаврилін
- Автор музичної композиції:  Володимир Мінін
- Державний симфонічний оркестр кінематографії
  - диригент:  Сергій Скрипка
  - хормейстер:  Володимир Мінін
- Монтажерка:  Людмила Свириденко